# Claire Weinstein
Claire Weinstein (White Plains, 1 de marzo de 2007) es una deportista estadounidense que compite en natación.
Participó en los Juegos Olímpicos de París 2024, obteniendo una medalla de plata en la prueba de 4 × 200 m libre.
Ganó tres medallas en el Campeonato Mundial de Natación, en los años 2022 y 2025, y dos medallas en el Campeonato Mundial de Natación en Piscina Corta de 2024.
En diciembre de 2024 estableció una nueva plusmarca mundial en piscina corta del relevo 4 × 200 m libre (7:30,13).

## Palmarés internacional
| Juegos Olímpicos                    | Juegos Olímpicos    | Juegos Olímpicos  | Juegos Olímpicos |
| Año                                 | Lugar               | Medalla           | Prueba           |
| ----------------------------------- | ------------------- | ----------------- | ---------------- |
| 2024                                | París (Francia)     | Medalla de plata  | 4 × 200 m libre  |
| Campeonato Mundial                  |                     |                   |                  |
| Año                                 | Lugar               | Medalla           | Prueba           |
| 2022                                | Budapest (Hungría)  | Medalla de oro    | 4 × 200 m libre  |
| 2025                                | Singapur (Singapur) | Medalla de plata  | 4 × 200 m libre  |
| 2025                                | Singapur (Singapur) | Medalla de bronce | 200 m libre      |
| Campeonato Mundial en Piscina Corta |                     |                   |                  |
| Año                                 | Lugar               | Medalla           | Prueba           |
| 2024                                | Budapest (Hungría)  | Medalla de oro    | 4 × 200 m libre  |
| 2024                                | Budapest (Hungría)  | Medalla de bronce | 200 m libre      |